# Samuele Campo
Samuele Campo (* 6. Juli 1995 in Basel) ist ein schweizerisch-italienischer Fussballspieler, der zuletzt beim FC Luzern unter Vertrag stand.

## Karriere

### Jugend
Samuele Campo, Sohn einer Schweizerin und eines Italieners, der mit 16 Jahren aus beruflichen Gründen in die Schweiz zieht, wuchs in der Stadt Basel auf. Bei einem Hallenturnier in Kleinhüningen wurde er als Sechsjähriger vom FC Basel entdeckt, da er einige Tore gegen diesen schoss. So wechselte er bereits in jungen Jahren in die Jugendabteilung des Stadtklubs, wo er von nun an während 15 Jahren sämtliche Juniorenstufen bis zur U-21 durchlief.

### Verein
In der Rückrunde der Saison 2015/16 wechselte Campo von der U-21 des FC Basel in die Challenge League zum FC Lausanne-Sport. Sein Debüt gab er am 6. März 2013 am 23. Spieltag gegen Neuchâtel Xamax (1:1), als er in 66. Spielminute für Ming-yang Yang eingewechselt wurde. Bis zum Ende der Saison stand er insgesamt elfmal im Kader, davon zweimal in der Startelf und dreimal als Einwechselspieler. Mit den Lausannern feierte er am Ende der Saison den Aufstieg in Super League. Bei den Waadtländern avancierte er in der folgenden Saison zum Stammspieler, spielte in 34 von 36 Partien und erzielte sechs Tore. Trotz der 1:2-Niederlage am 35. Spieltag gegen den FC Lugano sicherte man sich vorzeitig den Klassenerhalt, da der direkte Konkurrent FC Vaduz gegen auswärts beim FC Luzern nur mit einem Unentschieden beendete. Letztlich beendete man die Meisterschaft auf dem 9. Rang.
Nachdem er die Hinrunde der Saison 2017/18 noch beim FC Lausanne-Sport bestritten hatte, wurde er in der Winterpause von seinem Stammverein FC Basel verpflichtet. Er unterzeichnete einen Vertrag mit Gültigkeit bis Sommer 2022. Mit Basel gewann er 2019 den Schweizer Cup, spielte in der UEFA Europa League sowie in Qualifikationsspielen zur Champions League.
Am 1. Februar 2021 wurde Campo bis zum Saisonende an den deutschen Zweitligisten SV Darmstadt 98 verliehen, nachdem er in der bisherigen Saison nur 172 Minuten in der Super League auf dem Platz stand. Am 26. Februar 2021 gab er bei der 0:1-Heimniederlage gegen den Karlsruher SC sein Debüt für die Lilien, als er in der 83. Spielminute für Marvin Mehlem eingewechselt wurde. Insgesamt kam er während der Leihe auf nur zwei Kurzeinsätze unter Markus Anfang und erreichte mit der Mannschaft Platz 7 in der zweiten Bundesliga.
Im Juli 2021 schloss sich Campo dem FC Luzern an, wo er einen Vertrag bis 2024 unterschrieb.

### Nationalmannschaft
Samuele Campo durchlief einige Stufen der Junioren-Nationalmannschaften der Schweiz. Zuletzt spielte er im Oktober 2016 für die Schweizer U-21 beim letzten Qualifikationsspiel für die U-21-Europameisterschaft 2017 gegen Norwegen. Dabei hätte man mit einem Sieg den zweiten Rang erreicht, der zur Teilnahme der Play-offs berechtigt hätte. Die Schweiz verlor die Partie mit 1:2 und Campo wurde in der 86. Spielminute für Michael Frey eingewechselt. Zu weiteren Einsätzen kam er seither nicht mehr.

## Titel und Erfolge
FC Lausanne-Sport
- Meister der Challenge League: 2016

FC Basel
- Schweizer Cupsieger: 2019